# Расширенная загрузочная запись
Расширенная загрузочная запись (EBR, англ. Extended Boot Record) — сектор на жёстком диске (512 байт), описывающий размер одного логического раздела, а также указывающий на следующую расширенную загрузочную запись. Также иногда называется EPBR (англ. Extended Partition Boot Record)
Применяется при устаревшем типе разбиения диска — с помощью MBR. Изначально MBR могла адресовать не более 4 разделов. Чтобы обойти это ограничение, было создано дополнение к данной схеме — расширенный раздел. Такой раздел может быть только один, но он может содержать в себе сколько угодно логических разделов (ограничено только размером диска). Для расширенного и логического разделов используется EBR.

## Структура EBR
Структура EBR многим напоминает MBR, за исключением только двух записей в таблице разделов, где первая описывает логический раздел, идущий сразу после EBR, а вторая запись — следующий EBR. Кроме того, обязательно наличие подписи (магического числа) 0xAA55 загрузочного сектора.
| Смещения в пределах EBR секторов | Смещения в пределах EBR секторов | Описание | Размер |
| Hex                              | Dec                              | Описание | байты  |
| -------------------------------- | -------------------------------- | --- | ------ |
| 000 – 1BD                        | 000 – 445                        | В основном не используется и заполнено нулями. Может содержать загрузчик.                                                               | 446    |
| 1BE – 1CD                        | 446—461                          | Первая запись в таблице разделов | 16     |
| 1CE – 1DD                        | 462—477                          | Вторая запись в таблице разделов | 16     |
| 1DE – 1ED                        | 478—493                          | Неиспользуемая третья запись, заполненная нулями                                                                                        | 16     |
| 1EE – 1FD                        | 494—509                          | Неиспользуемая четвёртая запись, заполненная нулями                                                                                     | 16     |
| 1FE - 1FF                        | 510—511                          | Сигнатура 55AAh в порядке Big-endian, то же самое что 0xAA55 в Little-endian. На диске : 0x55 со смещением 510 и 0xAA со смещением 511. | 2      |
| EBR, итого: 446 +(4×16) +2 =     | EBR, итого: 446 +(4×16) +2 =     | EBR, итого: 446 +(4×16) +2 = | 512    |

| Абсолютное смещение                                                                            | Относительное смещение | Байты | Описание                                                                 |
| Hex                                                                                            | Dec                    | Байты | Описание                                                                 |
| ---------------------------------------------------------------------------------------------- | ---------------------- | ----- | ------------------------------------------------------------------------ |
| 1?E¹                                                                                           | 0                      | 1     | Индикатор загрузочного раздела (80h длязагрузочного; и 00h для обычного) |
| 1?F - 1?1                                                                                      | 1 — 3                  | 3     | CHS адрес: начало раздела                                                |
| 1?2                                                                                            | 4                      | 1     | Код типа раздела                                                         |
| 1?3 - 1?5                                                                                      | 5 — 7                  | 3     | CHS адрес: конец раздела                                                 |
| 1?6 - 1?9                                                                                      | 8 — 11                 | 4     | LBA адрес: начало раздела                                                |
| 1?A - 1?D                                                                                      | 12 — 15                | 4     | Размер раздела в секторах                                                |
| ¹: 1?E означает смещение первой 1BE и второй 1CE записи в шестнадцатеричной системе счисления. |                        |       |                                                                          |

### Значения
Ниже показаны общие правила, которые применяются только к значениям, найденным в 4 байтах поля записи в таблице разметки EBR (см. таблицах выше). Эти значения зависят от программы разбиения, используемой для создания или изменения разделов. Большинство операционных систем, которые используют расширенную схему разбиения (в том числе Microsoft MS-DOS и Windows, и Linux) игнорируют значение «Размер раздела» в записи, которые указывают на другой EBR сектор. Одним из исключений является то, что значение должно быть равно единице или больше для операционных систем на базе ядра Linux.
Первая запись в таблице разделов EBR указывает на логический раздел, примыкающий к этой EBR:
- Начальный сектор — относительное смещение между сектором этого EBR и первым сектором логического раздела

Примечание: Часто это всегда одно и то же значение для каждого EBR на этом диске. Для Windows XP и более поздних версий Windows равно 63.
- Количество секторов — общее количество секторов для этого логического раздела

Примечание: Любые неиспользуемые сектора между EBR и логическим диском не считаются частью логического диска.
Вторая запись в таблице разделов EBR будет содержать нулевые байты, если это последний EBR в расширенном разделе; в противном случае, она указывает на следующий EBR в EBR-цепи.
- Начальный сектор — относительный адрес следующего EBR в расширенном разделе

другими словами: Начальный сектор = LBA адрес следующего EBR минус LBA адрес первого EBR расширенного раздела
- Количество секторов — общее количество секторов для следующего логического раздела, но отсчет начинается со следующего сектора EBR

Примечание: В отличие первой записи в таблице EBR, это количество секторов включает EBR сектор следующего логического раздела наряду с другими секторами. (Сравните диаграммы 1 и 2 ниже.)
|  |  |

### Именование
Операционные системы GNU/Linux с ранними версиями ядра  именуют IDE диски, как /dev/hda для первого диска из очереди приоритетов, заданной в BIOS или UEFI, /dev/hdb для второго и так далее. Накопители SCSI, а в более поздних версиях ядра также и накопители IDE и SATA идентифицируются как /dev/sda для первого диска и так далее.
В Главной загрузочной записи может быть определено не более четырёх разделов: /dev/sda1 … /dev/sda4 для накопителя /dev/sda. Пятым в этой нотации, например /dev/sda5, будет первый логический том. Шестой раздел /dev/sda6 будет относиться ко второму логическому разделу. Другими словами «контейнеры» EBR не учитывается в пересчёте. Только внешний раздел EBR, записанный в MBR имеет свой идентификатор (/dev/hda1 … /dev/hda4) в этой нотации.

## Пример
Ниже в таблице представлен расширенный раздел размером 6000 секторов и 3 логических раздела.
Расширенный раздел начинается c LBA адреса 5000 и заканчивается на адресе 10 999, потому что имеет размер в 6000 секторов.
| 5 000  | 1ый EBR                                             |                                                     | Сектор начала                                       | Число секторов                                      |
| 5 000  | 1ый EBR                                             | 1ая запись                                          | 20=5020−5000                                        | 1980=1+6999−5020                                    |
| 5 000  | 1ый EBR                                             | 2ая запись                                          | 2000=7000−5000                                      | 1000=1+7999−7000                                    |
|        | 19 секторов не используется                         |                                                     |                                                     |                                                     |
| 5 020  | 1ый логический раздел, длиной в 1980 секторов       | 1ый логический раздел, длиной в 1980 секторов       | 1ый логический раздел, длиной в 1980 секторов       | 1ый логический раздел, длиной в 1980 секторов       |
| 6 999  | 1ый логический раздел, длиной в 1980 секторов       | 1ый логический раздел, длиной в 1980 секторов       | 1ый логический раздел, длиной в 1980 секторов       | 1ый логический раздел, длиной в 1980 секторов       |
| 7 000  | 2ой EBR                                             |                                                     | Сектор начала                                       | Число секторов                                      |
| 7 000  | 2ой EBR                                             | 1ая запись                                          | 20=7020−7000                                        | 980=1+7999−7020                                     |
| 7 000  | 2ой EBR                                             | 2ая запись                                          | 3000=8000−5000                                      | 3000=1+10999−8000                                   |
|        | 19 секторов не используется                         |                                                     |                                                     |                                                     |
| 7 020  | 2ой логический раздел, длиной в 980 секторов        | 2ой логический раздел, длиной в 980 секторов        | 2ой логический раздел, длиной в 980 секторов        | 2ой логический раздел, длиной в 980 секторов        |
| 7 999  | 2ой логический раздел, длиной в 980 секторов        | 2ой логический раздел, длиной в 980 секторов        | 2ой логический раздел, длиной в 980 секторов        | 2ой логический раздел, длиной в 980 секторов        |
| 8 000  | Последний EBR                                       |                                                     | Сектор начала                                       | Число секторов                                      |
| 8 000  | Последний EBR                                       | 1ая запись                                          | 20=8020−8000                                        | 2980=1+10999−8020                                   |
| 8 000  | Последний EBR                                       | 2ая запись                                          | 0                                                   | 0                                                   |
|        | 19 секторов не используется                         |                                                     |                                                     |                                                     |
| 8 020  | Последний логический раздел, длиной в 2980 секторов | Последний логический раздел, длиной в 2980 секторов | Последний логический раздел, длиной в 2980 секторов | Последний логический раздел, длиной в 2980 секторов |
| 10 999 | Последний логический раздел, длиной в 2980 секторов | Последний логический раздел, длиной в 2980 секторов | Последний логический раздел, длиной в 2980 секторов | Последний логический раздел, длиной в 2980 секторов |